# Gewog di Bjena
Il gewog di Bjena è uno dei quindici raggruppamenti di villaggi del distretto di Wangdue Phodrang, nella regione Centrale, in Bhutan.